# سيدار سيتي
سيدار سيتي (بالإنجليزية: Cedar City)‏ هي مدينة في مقاطعة أيرون، يوتا في الولايات المتحدة، تقع على بعد 250 ميلا (400 كم) إلى الجنوب من سولت ليك على الطريق السريع 15. وهي موطن جامعة جنوب يوتا ومهرجان شكسبير في يوتا، ومهرجان نيل سايمون المسرحي، راش أب إدج، دورة الألعاب يوتا الصيفية، وغيرها من الأحداث. حسب تعداد عام 2000، ابلغ مجموع عدد سكان لمدينة 20,527. في عام 2007، قدر مكتب الإحصاء الأميركي أن عدد سكان سيدار سيتي 27,823.

## التركيبة السكانية
حدّد مكتب تعداد الولايات المتحدة بيانات التركيبة السكانية لسيدار سيتي في تعداد الولايات المتحدة. في ما يلي، التركيبة السكانية حسب تعدادي 2000 و2010.

### تعداد عام 2000
بلغ عدد سكان سيدار سيتي 20,527 نسمة بحسب تعداد عام 2000، وبلغ عدد الأسر 6,486 أسرة وعدد العائلات 4,683 عائلة مقيمة في المدينة. في حين سجلت الكثافة السكانية 220.5 نسمة لكل كيلومتر مربع (571.1/ميل2). وبلغ عدد الوحدات السكنية 7,109 وحدة بمتوسط كثافة قدره 76.4 لكل كيلومتر مربع (197.9/ميل2).
وتوزع التركيب العرقي للمدينة بنسبة 92.06% من البيض و0.47% من الأمريكيين الأفارقة و2.53% من الأمريكيين الأصليين و1.11% من الأمريكيين ذوي الأصول الآسيوية و0.33% من سكان جزر المحيط الهادئ و1.65% من الأعراق الأخرى و1.86% من عرقين مختلطين أو أكثر و4.14% من الهسبانيون أو اللاتينيون من أي عرق.
بلغ عدد الأسر 6,486 أسرة كانت نسبة 41% منها لديها أطفال تحت سن الثامنة عشر تعيش معهم، وبلغت نسبة الأزواج القاطنين مع بعضهم البعض 59.8% من أصل المجموع الكلي للأسر، ونسبة 9.1% من الأسر كان لديها معيلات من الإناث دون وجود شريك، بينما كانت نسبة 3.3% من الأسر لديها معيلون من الذكور دون وجود شريكة وكانت نسبة 27.8% من غير العائلات. تألفت نسبة 16.3% من أصل جميع الأسر من عدة أفراد يعيشون في نفس المنزل ونسبة 5.8% كانت تتألف من شخص يعيش بمفرده يبلغ من العمر 65 عاماً أو أكثر. وبلغ متوسط حجم الأسرة المعيشية 3.07، أما متوسط حجم العائلات فبلغ 3.37.
بلغ العمر الوسطي للسكان 23.3 عاماً. وكانت نسبة 28.1% من القاطنين تحت سن الثامنة عشر، وكانت نسبة 25.4% بين الثامنة عشر والرابعة والعشرين عاماً، ونسبة 22.2% كانت واقعةً في الفئة العمرية ما بين الخامسة والعشرين والرابعة والأربعين عاماً، ونسبة 13.7% كانت ما بين الخامسة والأربعين والرابعة والستين، ونسبة 7.5% كانت ضمن فئة الخامسة والستين عاماً فما فوق. يوجد لكل 100 أنثى 95.6 ذكر، ويوجد لكل 100 أنثى في الثامنة عشر من عمرها فما فوق 90.9 ذكر.
بلغ متوسط دخل الأسرة في المدينة 32,403 دولارًا، أما متوسط دخل العائلة فبلغ 37,509 دولارًا. وكان متوسط دخل الذكور 31,192 دولارًا مقابل 19,601 دولارًا للإناث. وسجل دخل الفرد الخاص بالمدينة 14,057 دولارًا. وكانت نسبة 14.5% من العائلات ونسبة 22.1% من السكان تحت خط الفقر، وكان من هؤلاء نسبة 20.4% تحت سن الثامنة عشر ونسبة 4.2% في الخامسة والستين من العمر وما فوق.

### تعداد عام 2010
بلغ عدد سكان سيدار سيتي 28,857 نسمة بحسب تعداد عام 2010، وبلغ عدد الأسر 9,469 أسرة وعدد العائلات 6,633 عائلة مقيمة في المدينة. في حين سجلت الكثافة السكانية 310 نسمة لكل كيلومتر مربع (802.9/ميل2). وبلغ عدد الوحدات السكنية 10,860 وحدة بمتوسط كثافة قدره 116.6 لكل كيلومتر مربع (302.0/ميل2).
وتوزع التركيب العرقي للمدينة بنسبة 89.38% من البيض و0.68% من الأمريكيين الأفارقة و2.65% من الأمريكيين الأصليين و0.93% من الأمريكيين ذوي الأصول الآسيوية و0.32% من سكان جزر المحيط الهادئ و3.33% من الأعراق الأخرى و2.72% من عرقين مختلطين أو أكثر و7.91% من الهسبانيون أو اللاتينيون من أي عرق.
بلغ عدد الأسر 9,469 أسرة كانت نسبة 39.1% منها لديها أطفال تحت سن الثامنة عشر تعيش معهم، وبلغت نسبة الأزواج القاطنين مع بعضهم البعض 56.2% من أصل المجموع الكلي للأسر، ونسبة 10% من الأسر كان لديها معيلات من الإناث دون وجود شريك، بينما كانت نسبة 3.8% من الأسر لديها معيلون من الذكور دون وجود شريكة وكانت نسبة 30% من غير العائلات. تألفت نسبة 18.5% من أصل جميع الأسر من عدة أفراد يعيشون في نفس المنزل ونسبة 6% كانت تتألف من شخص يعيش بمفرده يبلغ من العمر 65 عاماً أو أكثر. وبلغ متوسط حجم الأسرة المعيشية 2.94، أما متوسط حجم العائلات فبلغ 3.35.
بلغ العمر الوسطي للسكان 24.8 عاماً. وكانت نسبة 28.2% من القاطنين تحت سن الثامنة عشر، وكانت نسبة 22.4% بين الثامنة عشر والرابعة والعشرين عاماً، ونسبة 25% كانت واقعةً في الفئة العمرية ما بين الخامسة والعشرين والرابعة والأربعين عاماً، ونسبة 15.8% كانت ما بين الخامسة والأربعين والرابعة والستين، ونسبة 8.6% كانت ضمن فئة الخامسة والستين عاماً فما فوق. وتوزع التركيب الجنسي للسكان بنسبة 49.1% ذكور و50.9% إناث.

## المناخ
يظهر الجدول التالي التغييرات المناخية على مدار السنة لسيدار سيتي:
| البيانات المناخية لـسيدار سيتي                          | البيانات المناخية لـسيدار سيتي | البيانات المناخية لـسيدار سيتي | البيانات المناخية لـسيدار سيتي | البيانات المناخية لـسيدار سيتي | البيانات المناخية لـسيدار سيتي | البيانات المناخية لـسيدار سيتي | البيانات المناخية لـسيدار سيتي | البيانات المناخية لـسيدار سيتي | البيانات المناخية لـسيدار سيتي | البيانات المناخية لـسيدار سيتي | البيانات المناخية لـسيدار سيتي | البيانات المناخية لـسيدار سيتي | البيانات المناخية لـسيدار سيتي |
| الشهر                                                   | يناير                          | فبراير                         | مارس                           | أبريل                          | مايو                           | يونيو                          | يوليو                          | أغسطس                          | سبتمبر                         | أكتوبر                         | نوفمبر                         | ديسمبر                         | المعدل السنوي                  |
| ------------------------------------------------------- | ------------------------------ | ------------------------------ | ------------------------------ | ------------------------------ | ------------------------------ | ------------------------------ | ------------------------------ | ------------------------------ | ------------------------------ | ------------------------------ | ------------------------------ | ------------------------------ | ------------------------------ |
| الدرجة القصوى °ف (°م)                                   | 70 (21)                        | 73 (23)                        | 77 (25)                        | 73 (23)                        | 96 (36)                        | 101 (38)                       | 105 (41)                       | 100 (38)                       | 97 (36)                        | 88 (31)                        | 75 (24)                        | 68 (20)                        | 105 (41)                       |
| متوسط درجة الحرارة الكبرى °ف (°م)                       | 41.8 (5.4)                     | 46.7 (8.2)                     | 53.5 (11.9)                    | 61.2 (16.2)                    | 71.1 (21.7)                    | 83.1 (28.4)                    | 89.4 (31.9)                    | 87.1 (30.6)                    | 78.9 (26.1)                    | 66.1 (18.9)                    | 51.6 (10.9)                    | 42.7 (5.9)                     | 64.4 (18.0)                    |
| متوسط درجة الحرارة الصغرى °ف (°م)                       | 18.5 (−7.5)                    | 22.8 (−5.1)                    | 28.4 (−2.0)                    | 33.7 (0.9)                     | 41.5 (5.3)                     | 50.1 (10.1)                    | 57.8 (14.3)                    | 56.8 (13.8)                    | 47.6 (8.7)                     | 36.0 (2.2)                     | 25.9 (−3.4)                    | 18.6 (−7.4)                    | 36.5 (2.5)                     |
| أدنى درجة حرارة °ف (°م)                                 | −26 (−32)                      | −24 (−31)                      | −1 (−18)                       | 6 (−14)                        | 21 (−6)                        | 26 (−3)                        | 40 (4)                         | 36 (2)                         | 23 (−5)                        | −7 (−22)                       | −7 (−22)                       | −23 (−31)                      | −26 (−32)                      |
| الهطول إنش (مم)                                         | 0.90 (23)                      | 0.97 (25)                      | 1.34 (34)                      | 1.00 (25)                      | 0.91 (23)                      | 0.45 (11)                      | 0.93 (24)                      | 1.15 (29)                      | 0.83 (21)                      | 1.30 (33)                      | 0.97 (25)                      | 0.65 (17)                      | 11.4 (290)                     |
| متوسط تساقط الثلوج إنش (سم)                             | 9.1 (23)                       | 9.0 (23)                       | 8.5 (22)                       | 5.2 (13)                       | 1.5 (3.8)                      | 0.1 (0.25)                     | 0 (0)                          | 0 (0)                          | 0.1 (0.25)                     | 2.3 (5.8)                      | 6.1 (15)                       | 6.0 (15)                       | 47.9 (121.1)                   |
| متوسط أيام هطول الأمطار (≥ 0.01 inch)                   | 6.4                            | 6.5                            | 8.8                            | 6.6                            | 6.1                            | 3.2                            | 5.3                            | 6.4                            | 4.7                            | 5.8                            | 5.6                            | 5.8                            | 71.2                           |
| متوسط الأيام المثلجة (≥ 0.1 inch)                       | 5.1                            | 4.4                            | 4.7                            | 2.9                            | 0.8                            | 0.1                            | 0                              | 0                              | 0.1                            | 1.0                            | 3.2                            | 3.6                            | 25.9                           |
| المصدر: National Oceanic and Atmospheric Administration |                                |                                |                                |                                |                                |                                |                                |                                |                                |                                |                                |                                |                                |

## أعلام
- تشارلز إي. كيرك
- مايكل أوكرلوند ليفيت
- ريان سينجر
- آلي كوندي
- ميتش تالبوت
- كريستين ساندبرغ